# Euxinolauria
Euxinolauria ist eine auf dem Land lebende Schnecken-Gattung aus der Familie Lauriidae, die zu den Landlungenschnecken (Stylommatophora) gestellt wird.

## Merkmale
Die zylindrisch-eiförmigen bis breit-eiförmigen Gehäuse werden 1,8 bis 6,5 mm hoch und 1,3 bis 3,0 mm breit. Es werden 6,5 bis 8 Windungen gebildet, die peripher mäßig konvex gerundet sind. Der Apex ist breit gerundet. Die letzte Windung steigt meist zum Mündungsrand hin leicht an. Die Mündungsebene wie auch die u-förmige bis breit-u-förmige Mündungsöffnung stehen schräg zur Gehäuselängsachse. Die Mündungsbewehrung besteht in maximal sieben Zähnen (und Falten) und einer Verdickung am oberen Gaumenrand, die in der Mündungsebene liegt. Daneben können noch einige knotenartige Verdickungen nahe am Mündungsrand vorkommen. Bei den meisten Arten ist jedoch nicht das volle Set an Zähnen, Falten und Knoten ausgebildet. Die Oberfläche ist fast glatt bis berippt.
Im männlichen Trakt des Geschlechtsapparates mündet der Samenleiter (Vas deferens) apikal in den vergleichsweise kurzen Epiphallus, der nach der Mündung stark verdickt. Intern zeigt der Epiphallus zahlreiche, kreisförmig verlaufende Schlitze in der Wand. Der Epiphallus hat nur etwa die Hälfte der Penislänge. Am Übergang Epiphallus/Penis sitzt ein schlanker, zylindrischer Blindsack (Caecum), das ballartig aufgerollt ist und von einer dünnen Membran umgeben ist. Die untere Hälfte des langen Penis ist verdickt; kurz vor der Mündung in das Atrium sitzt an diesem Abschnitt der sehr lange Penisappendix, der in einen sehr langen, dicken unteren Teil, ein kurzes sehr dünnes Mittelteil und in ein keulenförmig verdicktes Endteil gegliedert ist. Der Retraktormuskel teilt sich in zwei Stränge. Ein Strang setzt am verdickten unteren Teil des Penisappendix an (nahe dem Übergang zum dünnen mittleren Teil), der zweite Strang setzt am Übergang Epiphallus/Penis an. Im weiblichen Trakt zweigt die Spermathek spät vom freien Eileiter ab, sodass die Vagina vergleichsweise kurz ist. Die Blase ist länglich-keulenförmig und kommt im Bereich der Eiweißdrüse zu liegen. Die Tiere sind ovipar.

## Geographische Verbreitung und Lebensraum
Die Vertreter der Gattung Euxinolauria kommen in Südosteuropa (Bulgarien), der Nordtürkei, im Kaukasus und im Iran vor.

## Taxonomie
Das Taxon wurde 1909 durch Eugène Caziot und Eugène Margier als Gattung Caucasica aufgestellt. Typusart ist Pupa caucasica Pfeiffer, 1857 durch absolute Tautonymie. Der Name Caucasica ist aber durch Caucasica Boettger, 1877, ebenfalls eine Schneckengattung, präokkupiert und daher ungültig. 1924 ersetzte  Wilhelm Lindholm Caucasica Caziot & Mergier, 1909 durch Euxinolauria. Durch das Ersetzen des präokkupierten Namens durch einen neuen Namen (nom. nov.) behält auch die neu benannte Gattung die Typusart der umbenannten Gattung bei. Die Festsetzung von Pupa (Charadrobia) pulchra Retowski, 1883 durch Lindholm (1924) ist daher nach den Nomenklaturregeln unzulässig. Die falsche Typusart wird in vielen späteren Werken aufgeführt, so auch noch von Schileyko (1998). Hartwig Schütt hielt die Gattung Euxinolauria noch 1993 für ein Synonym von Leiostyla Lowe, 1852. 2004 beschrieb auch er eine Art dieser Gattung, d. h. erkannte er die Eigenständigkeit der Gattung an. Heute wird Euxinolauria als eigenständige Gattung geführt (Welter Schultes, Sysoev & Schileyko)
- Gattung Euxinolauria Lindholm, 1924 (mit den Untergattungen Euxinolauria (Euxinolauria) Lindholm, 1924, Euxinolauria (Matschachelia) Schileyko, 1975, Euxinolauria (Caucasipupa) Pilsbry, 1926 und Euxinolauria (Neolauria) Schileyko, 1975)
  - Euxinolauria caucasica (Pfeiffer, 1857)
  - Euxinolauria crassilabris (Hausdorf, 1990)
  - Euxinolauria glomerosa Suvorov & Schileyko, 1991[6]
  - Euxinolauria honesta Suvorov & Schileyko, 1991
  - Euxinolauria iranica (Gittenberger & Pieper, 1988)
  - Euxinolauria nemethi (Hausdorf, 1996)
  - Euxinolauria paphlagonica (Hausdorf, 1990) mit den Unterarten Euxinolauria paphlagonica paphlagonica (Hausdorf, 1990) und Euxinolauria paphlagonica incisa (Hausdorf, 1990)
  - Euxinolauria paulinae (Lindholm, 1913)
  - Euxinolauria pontica (Retowski, 1889)
  - Euxinolauria pulchra (Retowski, 1883)
  - Euxinolauria rectidentata Shilejko, 1976
  - Euxinolauria schweigeri (Götting, 1963)
  - Euxinolauria silicea Schileyko, 1975
  - Euxinolauria sinangula Schileyko, 1976
  - Euxinolauria superba (Hausdorf, 1990)
  - Euxinolauria superstructa (Mousson, 1876)[4]
  - Euxinolauria tenuimarginata (Pilsbry, 1922)
  - Euxinolauria vitrea (Schileyko, 1988)
  - Euxinolauria zonifera (Pilsbry, 1934)

## Belege

## Weblink
- Bild von Euxinolauria superstructa (Mousson, 1876)